# Europese kampioenschappen zeilwagenrijden 1985
De Europese kampioenschappen zeilwagenrijden 1985 waren door de Internationale Vereniging voor Zeilwagensport (FISLY) georganiseerd kampioenschappen voor zeilwagenracers. De 23e editie van de Europese kampioenschappen vond plaats in het Belgische De Panne. 

## Uitslagen
| klasse   | Goud             | Zilver                | Brons            |
| -------- | ---------------- | --------------------- | ---------------- |
| Klasse 2 | Henri Demuysere  | Pascal Demuysere      | Pierre Nyssens   |
| Klasse 3 | Bertrand Lambert | Hans-Werner Eickstadt | Ivan Ameele      |
| Dames    | Christine Touati | Petra Brinkmann       | Christine Lepros |

1963 ·
1964 ·
1965 ·
1966 ·
1967 ·
1968 ·
1969 ·
1970 ·
1971 ·
1972 ·
1973 ·
1974 ·
1975 ·
1976 ·
1977 ·
1978 ·
1979 ·
1980 ·
1981 ·
1982 ·
1983 ·
1984 ·
1985 ·
1986 ·
1987 ·
1988 ·
1989 ·
1990 ·
1991 ·
1992 ·
1993 ·
1994 ·
1995 ·
1996 ·
1997 ·
1998 ·
1999 ·
2000 ·
2001 ·
2002 ·
2003 ·
2004 ·
2005 ·
2006 ·
2007 ·
2009 ·
2010 ·
2011 ·
2013 ·
2015 ·
2016 ·
2017 ·
2019 ·
2020 ·